# Blackrock Ridge
Blackrock Ridge är en bergstopp i Antarktis. Den ligger i Västantarktis. Argentina, Chile och Storbritannien gör anspråk på området. Toppen på Blackrock Ridge är 81 meter över havet.
Terrängen runt Blackrock Ridge är platt. Havet är nära Blackrock Ridge åt nordost. Trakten är glest befolkad. Närmaste befolkade plats är Marambio Station, 4,5 kilometer nordost om Blackrock Ridge. 